# Arta Vela
Arta Vela (auch bekannt als Arta Velika) ist eine kleine unbewohnte Insel in Kroatien. Sie liegt nahe des kroatischen Festlands. In der Nähe befinden sich zahlreiche weitere Inseln, die etwas kleiner sind. Trotz der geringen Größe der Insel besitzt sie einen höchsten Punkt namens „Velika Glava“, der 95 Meter über dem Meeresspiegel liegt. Bemerkenswert ist, dass die Distanz zur nächstgelegenen Insel Arta Mala gleichfalls 95 Meter beträgt. Arta Vela hat eine Form von zwei sich überschneidenden Kreisen.